# 吳治滙
吳治滙，河南汝州直隸州人，清朝政治人物、進士出身。

## 生平
順治三年，登進士，授刑部主事，后官至刑部郎中。順治十六年，升任广西按察使司佥事、分巡府江道。